# Stanza cinese
La stanza cinese è un esperimento mentale ideato da John Searle come controesempio rispetto alla teoria dell'intelligenza artificiale forte. Alla base del ragionamento di Searle vi è l'idea che la sintassi non sia condizione sufficiente per la determinazione della semantica.

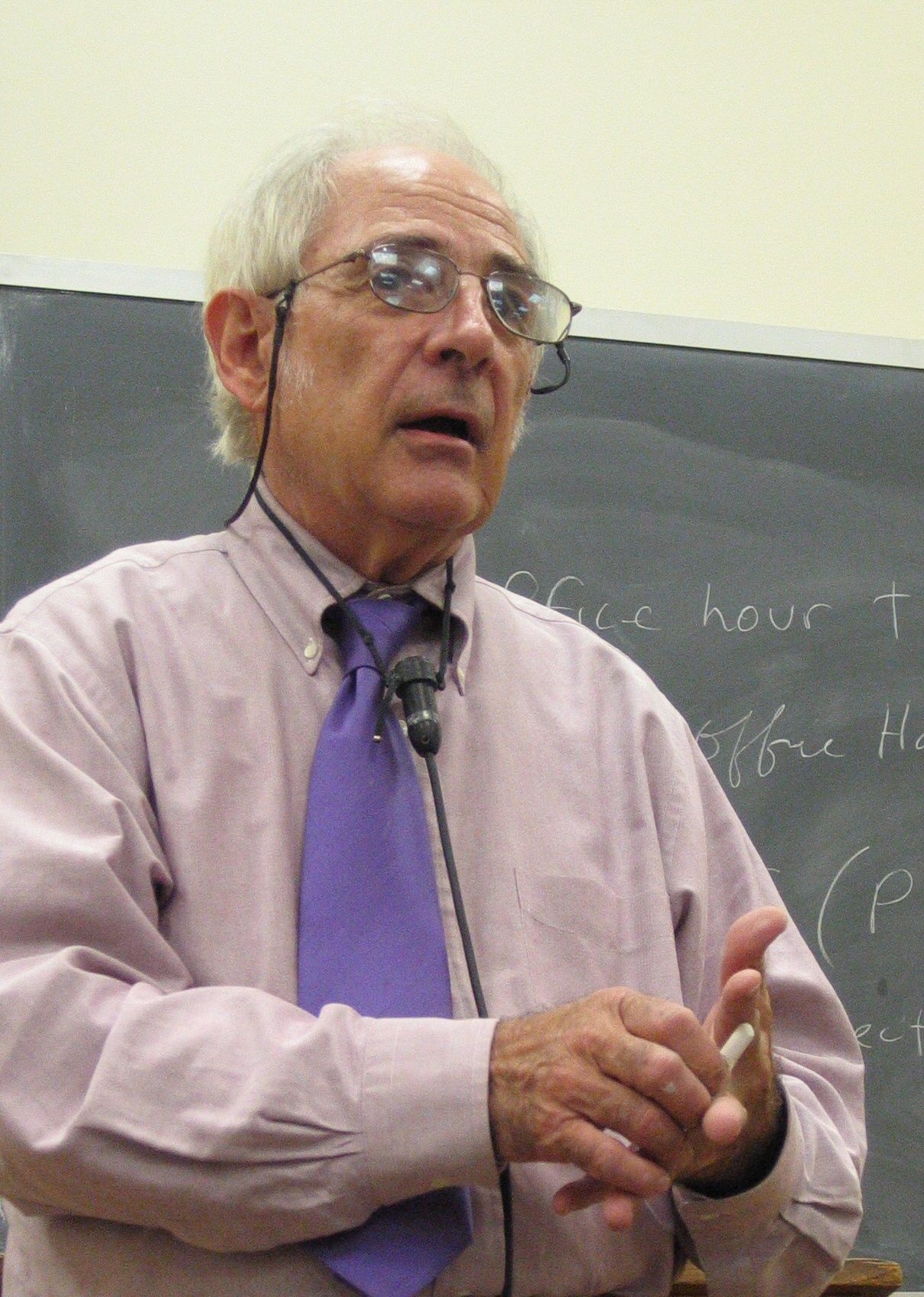
John Searle

Searle presentò l'argomentazione della stanza cinese nell'articolo Minds, Brains and Programs (Menti, cervelli e programmi), pubblicato nel 1980 dalla rivista scientifica The Behavioral and Brain Sciences (in lingua italiana da Le Scienze). Da allora tale argomentazione è stata un pilastro del dibattito intorno al tema dell'intelligenza artificiale forte.

## Esperimento mentale: "Le macchine possono pensare?"

### Intelligenza artificiale forte e debole
Nel 1980 John Searle pubblicò Minds, Brains and Programs nella rivista The Behavioral and Brain Sciences. In questo articolo Searle espose la sua argomentazione e di seguito rispose alle principali obiezioni che vennero sollevate durante le sue presentazioni a diversi campus universitari. L'articolo di Searle, inoltre, fu pubblicato nella rivista insieme ai commenti ed alle critiche di 27 ricercatori di scienze cognitive. Questi 27 commenti furono seguiti dalle risposte di Searle ai suoi critici. Negli ultimi due decenni del ventesimo secolo, l'argomentazione della Stanza cinese fu oggetto di moltissime discussioni.
Nel 1984, Searle presentò l'argomentazione della Stanza cinese nel libro Minds, Brains and Science e nel gennaio del 1990, il popolare periodico Scientific American portò il dibattito all'attenzione del mondo scientifico. Searle, allora, incluse l'argomentazione della Stanza cinese nell'articolo "Is the Brain's Mind a Computer Program?" a cui seguì un articolo di risposta, "Could a Machine Think?", scritto da Paul e Patricia Churchland. Poco tempo dopo, fu pubblicato un confronto sulla Stanza cinese tra Searle ed un altro eminente filosofo, Jerry Fodor (in Rosenthal (ed.) 1991).
Nel testo Minds, brains and programs il filosofo John Searle riprende la domanda di Alan Turing circa la possibilità delle macchine di pensare, opponendosi alla tesi secondo cui l'intelligenza umana possa essere riprodotta all'interno di una macchina, che segue un programma preimpostato. In altri termini la tesi sostenuta da Turing e quindi dall'intelligenza artificiale forte, intravede la possibilità per un computer di ottenere gli stessi esiti di una mente umana, cioè la possibilità di pensare, di avere stati cognitivi, di capire discorsi e domande per rispondere. L'impostazione di un programma consente alla macchina di elaborare gli input ricevuti per emettere, conseguentemente, un output. Il programma è costituito da simboli e regole di calcolo che consentono alla macchina di eseguire un procedimento determinato di manipolazione di simboli con i quali essa compone risposte.
L'idea principale del programma dell'I.A. forte è quella che individua una corrispondenza di struttura e di funzionamento tra la mente umana e un computer. Viene in effetti stabilito il fatto che la mente, ricevendo dati (input), modificandoli e dandone altri (output), funzioni per mezzo di simboli elaborati da un'unità centrale di esecuzione che indica le procedure da compiersi.
Due teorie a sostegno del programma dell'intelligenza artificiale forte sono il funzionalismo ed il computazionalismo. 
- La prima sostiene che uno stato mentale sia qualsiasi condizione causale interposta tra input e output, dunque, secondo tale teoria due sistemi con uguali processi causali hanno gli stessi stati mentali.
- Secondo il computazionalismo i processi mentali consistono in processi di calcolo che operano su simboli e tali processi sono equivalenti a quelli effettuati da un computer.[6]

Contro questo programma Searle formula un'obiezione secondo cui la mente umana non può essere riprodotta solamente in termini sintattici, poiché così non si tiene conto della sua qualità principale, ovvero l'intenzionalità, che rimanda alla semantica. L'intenzionalità è la componente principale della mente umana ed è strettamente legata all'evento di coscienza. Evento di coscienza e intenzionalità sono considerate proprietà primitive e riguardano la capacità di un essere umano di formulare i propri obiettivi e di provare emozioni. Ogni azione, quindi, e ogni stato cognitivo richiedono, nella loro causalità, un trattamento diverso da quello sintattico, in quanto essi operano non solo sintatticamente, ma anche semanticamente, in relazione al significato dei termini.
Searle, quindi, sostiene che l'intelligenza artificiale non possa essere equivalente a quella umana perché non è sufficiente elaborare programmi di manipolazione di simboli secondo regole sintattiche per generare un'attività mentale. Il fatto è che la mente umana comprende, elabora e si esprime attraverso un linguaggio le cui parole, da un lato sono investite di significato, e dall'altro determinano il modo in cui una risposta verrà data. Searle ribadisce come l'intenzionalità, intrecciata all'esperienza soggettiva, è molto più complessa della prestazione della macchina.

### Intelligenza umana e artificiale a confronto
Searle considera l'emergere dell'intenzionalità un fenomeno biologico legato alla costituzione del cervello umano e alle relazioni biologico-chimiche che lì si svolgono. Sostiene infatti un naturalismo biologico rispetto all'idea che l'intenzionalità e la coscienza siano proprietà emergenti dal cervello.
Egli rivolge una critica al funzionalismo che pretende di poter astrarre l'intelligenza dal suo sostrato, poiché i suoi procedimenti mentali, basati sulla manipolazione di simboli secondo regole sintattiche, non richiederebbero di mantenere il software assieme all'hardware. Invece di affermare una posizione che richiama il dualismo cartesiano (indipendenza ontologica della sostanza pensante rispetto alla sostanza estesa), Searle mantiene un nesso imprescindibile tra mente e corpo, proponendo la soluzione del naturalismo biologico, cioè l'idea che le proprietà biologico-chimiche del cervello producano gli eventi mentali, il cui sviluppo rispecchia la nostra storia naturale ed evolutiva.
Si può notare che questa posizione rimane, almeno per quelli che hanno suggerito obiezioni alle proposte di Searle, nell'ambiguità fra il dualismo classico e la teoria dell'identità. In effetti, il dualismo si basa sulla distinzione di due elementi (corpo e mente), le cui interazioni però portano necessariamente ad uno stato di sostanziale indistinguibilità tra gli elementi coinvolti, che si auto-implicano in maniera tale da confondersi (teoria dell'identità). In questo senso la mente umana sarebbe, come sostenevano anche Dreyfus ed Edelman, completamente identificata con il sostrato neurofisiologico del cervello.
Searle, tuttavia, non si identifica con la teoria dell'identità poiché si riferisce alla mente umana come ad una proprietà emergente, mantenendo, così, il distinguo. Allo stesso tempo rifiuta l'ipotesi funzionalistica, sostenendo che la particolarità della mente umana consista nella soggettività ontologica irriducibile a funzioni sintattiche.

Il risultato della discussione circa la possibilità per l'intelligenza artificiale di soppiantare quella umana è che, secondo Searle, non possiamo ridurre la proprietà principale dell'intelligenza umana, ovvero l'intenzionalità, ad un'esecuzione di compiti di calcolo tramite simboli seguendo le regole della sintassi. Il motivo è che queste intelligenze possono in apparenza produrre le stesse risposte grazie alle istruzioni, ma bisogna tenere presente che l'intelligenza artificiale, con la sua impostazione attuale, non permette di comprendere le suddette istruzioni, questo perché gli elementi che essa manipola non necessitano di essere compresi. Dunque, le macchine non effettuano gli stessi compiti in modo uguale e perciò l'intelligenza artificiale non equivale all'intelligenza umana.
"[…] nessun modello puramente formale sarà mai sufficiente in sé per l'intenzionalità, perché le proprietà formali non sono di per sé costitutive di intenzionalità, e non hanno di per sé poteri causali […]."

"A meno che non si creda che la mente è separabile dal cervello sia concettualmente che empiricamente – dualismo in una forma forte – non si può sperare di riprodurre il mentale scrivendo e mettendo in esecuzione programmi, dal momento che i programmi devono esser indipendenti dai cervelli […]." 
Alla domanda "Le macchine possono pensare?", Searle risponde che esse possono effettivamente pensare solo se la loro configurazione materiale raggiunge un livello di complessità (equivalente a quello del cervello umano) tale da costituire un sostrato biologico-chimico e neurofisiologico che permetta di far emergere un'intelligenza dotata d'intenzionalità. Se la struttura di base (hardware) non corrisponde a queste esigenze, non si può dire che le macchine pensino. L'obiezione di John Searle è rivolta esclusivamente al programma "forte" dell'intelligenza artificiale e non esclude la prospettiva del programma debole. Rimane quindi sempre aperta l'opportunità per le macchine di essere degli strumenti di calcolo molto più potenti e acuti degli esseri umani, almeno in certi ambiti.

## Descrizione dell'esperimento

### Obiezione contro il programma forte dell'intelligenza artificiale
Per formulare la sua obiezione contro il funzionalismo applicato al programma forte dell'intelligenza artificiale, John Searle ricostruisce una situazione similare a quella del Test di Turing, dove un essere umano, a sua insaputa, interagisce con una macchina. Il compito per l'umano è di giudicare, sulla base delle risposte alle domande che egli pone, se sta discutendo con un altro umano o con una macchina, attribuendogli l'intelligenza di un interlocutore. L'idea iniziale di Turing era di dimostrare che la macchina, avendo riprodotto lo stesso procedimento logico-razionale dell'uomo in una situazione di computazione, poteva dare gli stessi output e imbrogliare il giudice, che non riusciva a distinguerla da un essere umano. In altre parole, si trattava di individuare le caratteristiche dell'intelligenza umana in termini sia computazionali sia di esecuzione logica e sequenziale di un compito. In questo senso, l'intelligenza umana era identificata da parte di un programma centrale (software) che consentiva di trattare informazioni a partire da simboli e secondo le regole sintattiche universali, indipendentemente dal supporto informatico (hardware).
John Searle riprende questo schema, però si sostituisce alla macchina. Immaginiamo che egli si chiuda dentro la stanza e debba interagire con qualcuno all'esterno che non sappia niente su di lui. Supponiamo poi che la persona fuori parli il cinese come madrelingua e che Searle non abbia nessuna conoscenza del cinese. Immaginiamo ancora che siano disposte sul tavolo della stanza una serie di caratteri cinesi che Searle dovrà utilizzare per rispondere alla persona fuori. Dato che il cinese non attesta nessuna vicinanza linguistica e semiotica con l'inglese (madrelingua di Searle), egli non ha nessuna capacità di riconoscere qualcosa e di formulare una frase: ci sono solo simboli.
Immaginiamo allora che dentro la stanza ci sia un libro d'istruzioni con alcuni insiemi di caratteri cinesi, associati secondo delle regole scritte in inglese. Searle continua a non capire nulla del cinese, però comprende le informazioni in inglese, che gli indicano come rispondere a qualsiasi domanda ricevuta in cinese. Queste regole, che costituiscono ciò che Searle chiama il "programma", gli rendono possibile mettere in relazione una serie di simboli formali con un'altra serie di simboli formali, cioè gli permettono di dare una risposta (output) a ogni domanda (input).
Ormai, Searle è capace di avere una conversazione con un madrelingua cinese e, seguendo il programma, è in grado di fornire dati personali, narrare una storia o porre una domanda. Più il programma si complica, più si aggiungono istruzioni complesse da seguire per dare risposte sempre più precise. Ne risulta che l'esattezza del programma e della buona esecuzione da parte di Searle gli consentono di essere considerato dalla persona all'esterno come un madrelingua cinese, che risponde e reagisce normalmente, senza imbrogli.
Searle fa osservare che non ha mai dovuto interpretare i simboli cinesi per capire la domanda e dare la risposta giusta. In effetti si è comportato come se fosse un computer che deve calcolare una formula sulla base di un programma e di simboli formali. Dunque, non era necessario che lui comprendesse ciò che doveva fare, perché doveva solo seguire le istruzioni fornite.
Il rapporto con la lingua cinese era di tipo sintattico (manipolazione corretta di simboli), mentre quello con la lingua inglese era di tipo semantico (collegare il significato di un termine), il connubio tra i due gli consente di mettere in ordine i caratteri cinesi.
Dunque, secondo Searle, l'I.A. forte non è sufficiente per spiegare come si svolge il ruolo dell'intenzionalità nell'intelligenza umana, perciò il grado di comprensione di quest'ultima non può essere né paragonato né soppiantato dall'intelligenza artificiale, la quale non produce una comprensione così intesa. Il punto è che in ogni caso Searle non capisce ciò che fa durante l'esperimento. Da ciò consegue che l'intelligenza di cui un umano dispone non è riducibile ad una manipolazione di simboli, ma ha anche qualcosa a che fare con la semantica.

### Argomentazione completa
La più recente presentazione dell'argomento della Stanza Cinese (1990) presenta una derivazione formale dai seguenti tre assiomi:
- (A1) "I programmi sono formali (sintattici)".[13]

Un programma usa la sintassi per manipolare simboli e non presta attenzione alla loro semantica; conosce dove porre i simboli e come utilizzarli, ma non comprende per cosa stiano o cosa intendano. Per il programma i simboli sono solo oggetti come altri.
- (A2) "Le menti hanno contenuti mentali (semantici)".[13]

A differenza dei simboli usati da un programma, i nostri pensieri hanno significato: rappresentano cose e noi conosciamo cosa essi rappresentano.
- (A3) "La sintassi di per sé non è né condizione essenziale, né sufficiente per la determinazione della semantica".[13]

Quest'ultimo assioma è ciò che Searle, con l'esperimento delle Stanza cinese, intende provare: la stanza cinese ha sintassi (vi è un uomo all'interno che manipola simboli), ma non ha semantica (non c'è niente e nessuno nella stanza che comprende cosa i simboli cinesi vogliano dire). Da ciò si deduce che avere sintassi non è abbastanza per generare la semantica.
Searle afferma che da questi tre assiomi si possa derivare la seguente conclusione:
- (C1) "I programmi non sono condizione essenziale né sufficiente perché sia data una mente".[13]

I programmi hanno solo sintassi ed essa non è sufficiente per la semantica. Ogni mente, invece, ha semantica, per cui i programmi non sono assimilabili alle menti.
Con questo argomento Searle intende mostrare che l'intelligenza artificiale, costruendo programmi che manipolano simboli, non può mai produrre una macchina che abbia una mente.
Da questo punto della derivazione in poi Searle, proponendo un quarto assioma, intende rispondere ad una questione differente: il cervello umano segue un programma? In altre parole, la teoria computazionale della mente è corretta?
- (A4) "I cervelli causano le menti."[15]

Secondo Searle possiamo derivare immediatamente che:
- (C2) "Qualsiasi altro sistema capace di produrre menti dovrebbe avere poteri causali equivalenti, per lo meno, a quelli del cervello".[15]

Da ciò segue che qualsiasi cervello artificiale non deve seguire meramente un programma, ma dovrebbe essere in grado di riprodurre i poteri causali dei cervelli.
Da questo deriva le ulteriori conclusioni:
- (C3) "Ogni artefatto che producesse fenomeni mentali, ogni mente artificiale, dovrebbe essere in grado di duplicare lo specifico potere causale dei cervelli e non potrebbe fare ciò solo eseguendo un programma formale".[14]
- (C4) "II modo in cui i cervelli umani attualmente producono fenomeni mentali non può essere dato soltanto dall'esecuzione di un programma per computer".[14]

## Critica dei coniugi Churchland
Tra le risposte all'argomento di Searle troviamo anche quella mossa da Paul e Patricia Churchland, che, però, a differenza delle altre, non è presente nell'articolo Menti cervelli e programmi.
Per i coniugi Churchland le risposte date dal parlante inglese che manipola simboli cinesi sono sensate, ma non tanto perché la stanza capisca il cinese, infatti convengono con Searle sul fatto che essa non lo comprenda, quanto invece perché contengono un rifiuto del terzo degli assiomi alla base dell'argomento di Searle presentato nel 1990: "la sintassi non è condizione essenziale, né sufficiente per la determinazione della semantica".
Secondo i Churchland, Searle non può rafforzare tale assioma con l'argomento della Stanza Cinese dal momento che di esso non è provata la verità; il terzo assioma, inoltre, dà per scontato ciò che si vuole dimostrare e questo si palesa quando lo si confronta con la conclusione C1: "I programmi non sono condizione essenziale né sufficiente perché sia data una mente". Tale conclusione è già espressa in gran parte da A3 per cui Searle con l'esperimento concettuale cerca di dare valore all'assioma A3. Per i Churchland Searle con l'esperimento della Stanza Cinese non riesce a fornire all'assioma 3 una base solida e pertanto costoro forniscono un argomento simile che possa fungere da controesempio. L'argomento, noto con il nome di La stanza luminosa si articola sui tre seguenti assiomi e sulla derivante conclusione:
A1: "L'elettricità e il magnetismo sono forze".
A2: "La proprietà essenziale della luce è la luminosità".
A3. "Le forze, da sole, non sono essenziali, né sufficienti per dare la luminosità".
C1: "L'elettricità e il magnetismo non sono essenziali né sufficienti per dare la luce".
Se supponessimo che tale argomento fosse stato elaborato dopo l'ipotesi di Maxwell circa la natura elettromagnetica della luce, prima però che ne fosse riconosciuta la validità, esso sarebbe potuto essere un'obiezione a tale ipotesi, soprattutto se A3 fosse stato rafforzato da un esperimento concettuale. I Churchland, a tal proposito, chiedono di immaginare che all'interno di una stanza buia vi sia un uomo che tiene in mano un oggetto elettricamente carico, ad esempio, un magnete. Stando alla teoria di Maxwell, l'uomo facendo compiere al magnete movimenti verticali (su e giù) creerebbe un cerchio di onde elettromagnetiche sempre più ampio che farebbe diventare luminoso il magnete. Tuttavia, provando a fare tale esperimento si nota come il movimento di un qualsiasi oggetto carico non produca luminosità.
Maxwell per riuscire a controbattere a tale evidenza può soltanto insistere sui tre assiomi, sostenendo, in primis, che A3 sia falso: è plausibilmente possibile, ma dà per scontato ciò che di fatto non è verificabile. Secondariamente l'esperimento non dice nulla di importante sulla natura della luce e, infine, sostiene che soltanto un programma di ricerca sistematico, che permetta di dimostrare il parallelismo tra proprietà della luce e onde elettromagnetiche, possa risolvere il problema della luce.
Traslando tale risultato all'esperimento di Searle, risulta evidente che anche se apparentemente alla Stanza Cinese non si può attribuire semantica, non vi è, però, nessuna giustificazione alla pretesa, fondata su quest'apparenza, che la manipolazione di simboli cinesi, secondo determinate regole, non potrà mai dar luogo a fenomeni semantici.

## Repliche all'argomentazione di Searle

### La risposta del sistema
La prima importante obiezione rivolta all'esperimento noto come "Stanza cinese" è conosciuta come replica (o risposta) del sistema. Essa sostiene che:
()
La persona all'interno della stanza è di madrelingua inglese e non conosce minimamente il cinese. A questa, però, vengono consegnati alcuni strumenti (un registro di regole relative ai simboli cinesi, carta e penna) grazie ai quali si può parlare di un sistema. Quest'ultimo viene in qualche modo incorporato da parte dell'individuo e come dice Searle:
()
In breve, la replica dei sistemi consiste nel fatto che, sebbene l'individuo nella stanza non comprenda il cinese, può risultare possibile la comprensione di questa lingua grazie al sistema complessivo: grazie cioè alla persona, agli strumenti di cui fa uso e alla stanza, considerati come insieme. Non essendoci un individuo che sappia parlare la lingua cinese all'interno della stanza, la stanza nel suo insieme non dovrebbe comprendere la lingua. La risposta del sistema evade però la questione, ribadendo più e più volte che il sistema deve capire il cinese
Searle risponde a questa obiezione proponendo una particolare situazione: chiede cioè cosa succederebbe se la persona che si trova all'interno della stanza memorizzasse le regole e i vari meccanismi, tenendo conto di tutte le informazioni presenti nella sua mente. Ciò la renderebbe capace di interagire come se capisse effettivamente il cinese; ciononostante continuerebbe a seguire un insieme di regole, senza comprendere il significato dei simboli che sta utilizzando.

### La risposta del robot
La seconda obiezione all'argomento della Stanza Cinese è nota come "Replica del Robot".
Questa impostazione ci chiede di pensare ad un programma del tutto nuovo. Ci viene infatti proposto di supporre di mettere un computer dentro un robot, le cui caratteristiche sono molteplici. Esso infatti non solo riceve simboli formali come input ed immette simboli formali come output, ma rende possibile il funzionamento del robot in maniera tale da rendere le sue azioni simili a quelle di un comportamento umano. L'idea è che il robot venga controllato da un cervello computerizzato che consente al robot stesso di poter vedere tramite una telecamera inglobata e di riuscire a muoversi grazie alla presenza di braccia e gambe che gli consentirebbero di agire. In questo modo, si avrebbe un robot in grado di comprendere effettivamente e soprattutto avrebbe altri stati mentali. Implicitamente la risposta del robot rivendicherebbe il fatto che l'attività nota come capacità cognitiva non comprenda una mera manipolazione di simboli formali, ma che vi sia un complesso di rapporti causali (oltre che intenzionali) con il mondo esterno. Quest'impostazione andrebbe in qualche modo a riprendere l'approccio dei processi cognitivi incorporati, il quale sottolinea il fatto che i cosiddetti "processi cognitivi" trovano una loro realizzazione all'interno di un corpo, il quale è inserito in un ambiente.
Searle replica che tale simulazione non riprodurrebbe le caratteristiche più importanti del cervello – i suoi stati causali ed intenzionali. Tutto quel che farebbe il robot, starebbe nel riuscire a seguire istruzioni formali per manipolare simboli formali. Non capirebbe nulla tranne le regole per la manipolazione di questi simboli. In breve, non saprebbe cosa succede attorno a sé, né il motivo per il quale si comporta in un determinato modo. Stando alla concezione di Searle perderebbe poco a poco la facoltà di una vera e propria comprensione.

### La replica del simulatore del cervello
La replica del simulatore del cervello chiede di immaginare che il programma costituito dal computer (o dalla persona nella stanza) simuli la sequenza di accensioni neuronali e di sinapsi nel cervello di un parlante cinese quando capisce storie in cinese e risponde ad esse. Stando a tale dato la macchina, simulando la struttura formale del cervello cinese nel capire tali storie e nel dare loro una risposta, le comprende. Se negassimo ciò dovremmo altresì negare che i parlanti cinesi le abbiano capite, dal momento che a livello di sinapsi non ci sono differenze tra il programma del computer e il programma del cervello cinese.
Searle ribatte a tale obiezione proponendo un esempio: supponiamo che, invece dell'uomo che manipola simboli cinesi pur non conoscendo il cinese, siamo in presenza di un uomo che opera un elaborato complesso di tubature per l'acqua congiunto da valvole. Quando l'uomo riceve certi simboli cinesi come input, consultando il programma in inglese, agisce aprendo o chiudendo le valvole indicate. Ogni connessione dei tubi per l'acqua corrisponde a una sinapsi nel cervello cinese, e l'intero sistema è collegato così che dopo aver attivato tutti i giusti rubinetti, le risposte in cinese innescano gli output. Searle ritiene che l'uomo abbia agito come mero esecutore di indicazioni rappresentate dai simboli e che, tuttavia, alla fine del suo operare egli non comprenda né il cinese né il funzionamento del complesso di condutture per l'acqua. Il problema con il simulatore del cervello è che esso simula soltanto la struttura formale della sequenza di accensioni neurali e non ciò che è importante, ovvero la capacità del cervello di produrre stati intenzionali; Searle adopera tale esempio per mettere in luce l'insufficienza delle proprietà formali rispetto a quelle causali.

### La replica della combinazione
La replica della combinazione è costituita dall'insieme delle tre precedenti repliche (sistema-robot-simulatore del cervello), così da essere più efficace. In questa replica viene portato come esempio un robot, con un computer all'interno del "cranio", che simula tutte le sinapsi di un cervello umano e il cui comportamento risulta essere simile a quello di un uomo; viene, inoltre, chiarito che bisogna pensare a tale robot come a un sistema unificato e non a un semplice calcolatore con input e output. Da tale replica consegue che sia necessario attribuire intenzionalità al sistema.
Secondo Searle inizialmente siamo portati a conferire intenzionalità al robot e ciò principalmente perché esso mette in atto un comportamento vicino al nostro, ma dimostrando come, in realtà, per funzionare il computer esegua un programma formale si riesce a confutare l'ipotesi di attribuzione ad esso di stati mentali. A dimostrazione di tale asserzione Searle propone di supporre che all'interno del robot vi sia un uomo che manipoli, conformemente a determinate regole, una serie di simboli formali non interpretati ricevuti dai sensori del robot e che mandi, come output, ai meccanismi motori i corrispondenti simboli formali non interpretati. Se supponiamo che l'uomo lì dentro sappia solo quali operazioni eseguire e quali simboli senza significato usare, allora l'ipotesi che il robot abbia intenzionalità non sarebbe giustificata. Veniamo, dunque, a conoscenza che il comportamento di tale robot è il risultato di un programma formale e quindi dobbiamo abbandonare l'assunto dell'intenzionalità.

### La replica delle altre menti
La replica delle altre menti rimanda al fatto che per sapere se le persone hanno compreso il cinese o qualunque altra cosa si deve far riferimento al loro comportamento: se il computer supera i test comportamentali, come li supererebbe una persona, allora se si attribuisce cognizione a tale persona, di principio bisogna attribuirla anche al computer.
Searle ribatte dicendo che tale replica non centra il punto della questione: "non è come io so che le altre persone hanno stati cognitivi, ma piuttosto che cosa è che io attribuisco loro quando li accredito di stati cognitivi". Non si possono valutare soltanto processi computazionali con input e output corretti perché questi possono esistere anche senza che vi sia lo stato cognitivo.

### La replica delle molte sedi
Secondo la replica delle molte sedi prima o poi sarà possibile costruire dispositivi che abbiano i procedimenti causali che, secondo Searle, sono necessari per l'intenzionalità e ciò si chiamerà Intelligenza Artificiale.
Searle sostiene che questa replica travisi il progetto dell'Intelligenza Artificiale forte ridefinendola come qualsiasi cosa che artificialmente produce e spieghi la cognizione, abbandonando, quindi, l'affermazione originale fatta per conto dell'intelligenza artificiale secondo cui "i procedimenti mentali sono procedimenti computazionali che operano su elementi formalmente definiti". Searle, quindi, si rifiuta di rispondere a tale obiezione dal momento che non rispecchia una ben definita premessa su cui si è basata la sua intera argomentazione.